# Studienok (rejon rylski)
Studienok (ros. Студенок) – wieś (ros. село, trb. sieło) w zachodniej Rosji, centrum administracyjne sielsowietu studienokskiego w rejonie rylskim obwodu kurskiego.

## Geografia
Miejscowość położona jest nad rzeką Studienok (dopływ Obiesty), 23 km od centrum administracyjnego rejonu (Rylsk), 129 km od Kurska.

## Demografia
W 2010 r. miejscowość zamieszkiwało 175 osób.